# پنجمین گزارش هیئت بین‌دولتی تغییر اقلیم

میانگین پیش‌بینی شدهٔ مدل آب‌وهوایی IPCC AR5 برای ۲۰۸۱ تا۲۱۰۰ در مقایسه با سال‌های ۱۹۸۶ تا ۲۰۰۵، در شرایط سناریوهای انتشار کم و زیاد

پنجمین گزارش هیئت بین‌دولتی تغییر اقلیم (انگلیسی: IPCC Fifth Assessment Report) یا (AR5) (IPCC)، گزارش پنجم از مجموعهٔ چنین گزارش‌هایی است که در سال ۲۰۱۴ تکمیل شد. مانند گذشته، طرح کلی AR5 از طریق یک فرایند محدوده‌بندی که شامل کارشناسان تغییرات آب‌وهوایی از همه رشته‌های مرتبط و کاربران گزارش‌های IPCC، به‌ویژه نمایندگانی از دولت‌ها بود، ایجاد شد. از دولت‌ها و سازمان‌های درگیر در گزارش چهارم خواسته شد تا نظرات و مشاهدات خود را به صورت مکتوب همراه با ارسال‌های مورد تجزیه و تحلیل هیئت‌مدیره ارائه کنند. AR5 از همان قالب کلی AR4 پیروی کرد، با سه گزارش گروه کاری و یک گزارش ترکیبی. این گزارش به صورت مرحله‌ای ارائه شد، که با گزارش گروه کاری اول در سپتامبر ۲۰۱۳ با گزارش‌های مبتنی بر علوم فیزیکی، بر اساس ۹۲۰۰ مطالعهٔ بررسی‌شدهٔ همتا شروع شد. پیش‌بینی‌ها در AR5 بر پایهٔ «مسیرهای تمرکز نماینده» (RCPs) است. RCPها با طیف وسیعی از تغییرات احتمالی در انتشار گازهای گلخانه‌ای انسانی در آینده سازگار هستند.
تغییرات پیش‌بینی‌شده در دمای متوسط سطح جهانی و سطح دریا در مقالهٔ اصلی مسیر تمرکز نماینده (RCP) آورده شده‌است. گزارش ترکیبی منتشر شده در ۲ نوامبر ۲۰۱۴، گزارش به موقعی بود برای هموار کردن مسیر مذاکرات در کنفرانس تغییر اقلیم ۲۰۱۵ سازمان ملل متحد به منظور کاهش انتشار کربن.